# Anna Maria Bauer (Malerin)

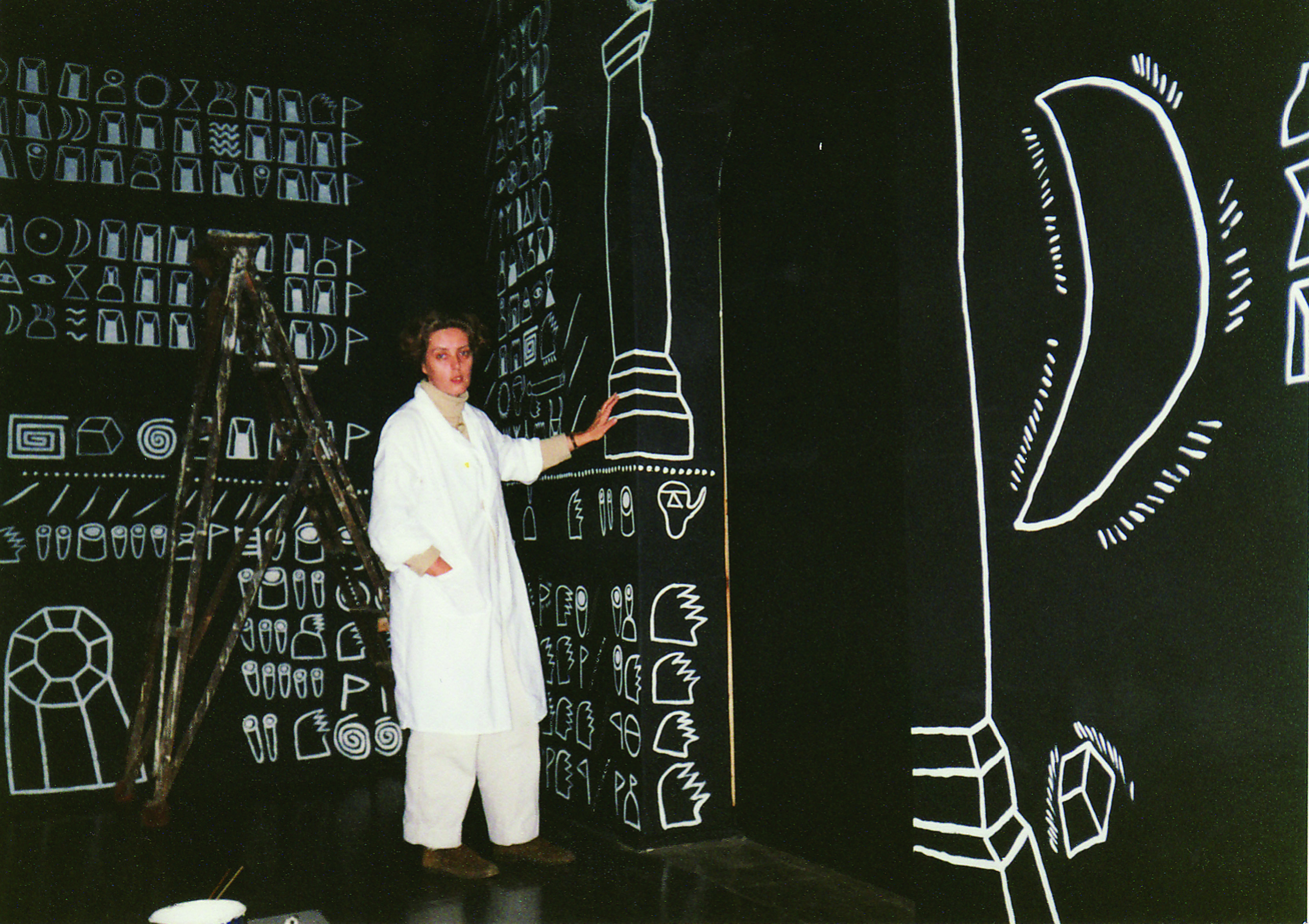
Anna Maria Bauer (2011)

Anna Maria Bauer (* 1956 in Warschau) ist eine polnische Malerin.
Bauer studierte an der Fakultät für Bildende Künste der Akademie der Schönen Künste in Warschau bei Jerzy Tchórzewski, Andrzej Rudziński und Zbigniew Gostomski. Sie ist Autorin mehrerer mit Gouachen und Zeichnungen illustrierten Büchern (Strumienność, 1986; Człowiek-Góra, 1987; Pożegnanie Anioła, 1996) und trat zudem als Installations- und Performancekünstlerin hervor. Seit den 1980er Jahren hatte sie Einzelausstellungen u. a. in Warschau, Krakau und Zakopane. Ihre Werke finden sich in den Sammlungen des Nationalmuseums, der Nationalgalerie, des Zentrums für zeitgenössische Kunst und des Literaturmuseums in Warschau, des Nationalmuseums in Breslau, des Bezirksmuseums in Bromberg und des Museums für zeitgenössische Kunst in Radom.